# The Rhythm Rockets
Die Rhythm Rockets waren eine US-amerikanische Rockabilly-Gruppe aus Miami, Florida.

## Geschichte
Die Rhythm Rockets wurden um 1956 gegründet. Im Januar 1957 spielten sie im Vorprogramm von Carl Perkins, der in Miami im Old South Jamboree zu Gast war. Die Rhythm Rockets selbst waren Mitglieder des Jamborees, das von WMIL übertragen wurde.
Um 1958 ging die Gruppe das erste Mal in das Gulfstream Studio in Hollywood, Florida, wo sie insgesamt über zehn Stücke einspielten. Ihre erste und einzige Single erschien bei Gulfstream Records, das dem Besitzer des Studios Vincent Fiorino gehörte. Die Platte bestand aus den beiden pulsierenden Rockern My Shadow und Lucky Day. Auf allen Aufnahmen spielte Ray Pates jüngerer Bruder Don „Donnie“ Pate die blitzschnelle und aggressive Leadgitarre. Don Pate war zu diesem Zeitpunkt erst zwölf Jahre alt. Zu den weiteren, unveröffentlichten Aufnahmen, die Fiorino erst in den 1970er-Jahren erscheinen ließ, gehörten Boppin’ Strollin’ & Messin’ Around, Here There Everywhere, Everybody’s Gonna Do The Rock’n’Roll sowie die beiden Instrumentalstücke Donny’s Boogie und Who Knows, bei denen Donny Pate wieder sein Talent als Gitarrist unter Beweis stellte.
Zusammen mit Jimmy Voytek spielten die Rhythm Rockets auch regelmäßig in dem Club Hialeah Moose Lounge. Ihre Auftritte dort waren sehr populär – ein Zeitungsartikel beschrieb: „Both Ray [Pate & the Rhythm Rockets] and Jimmy are well-known to rock ’n’ roll fans. Ray because he’s nearly as handsome and sings in the same style as Elvis […].“
Die Rhythm Rockets trennten sich wahrscheinlich Anfang der 1960er Jahre. Alle bekannten Aufnahmen wurden seit 1980 immer wieder neu veröffentlicht. Die LP Miami Rockabilly, Vol. II sowie die 1998 erschienene Ace-CD Miami Rockabilly bieten momentan die größte Auswahl an ihren Songs.

## Diskografie
|                         | My Shadow / Lucky Day | Gulfstream U-6654/55 |
| Unveröffentlichte Titel | |                      |
|                         | - Boppin’ Strollin’ & Messin’ Around - Donny’s Boogie - Everybody’s Gonna Do The Rock’n’Roll - Here, There, Everywhere - I’ve Got That Feeling - My Love Is Gone - My Shadow (alt. Version) - The Slide - Who Knows | Gulfstream           |